# エウスカルテル
エウスカルテル (Euskaltel) は、スペイン・バスク自治州に本拠を置く電気通信事業者。ビルバオから約7 kmの距離のデリオにあるビスカヤ科学技術パークに本社がある。Euskalは「バスクの」、telは「通信」を意味する。
1995年、バスク自治州政府とバスク自治州の公共貯蓄銀行が協力してエウスカルテルを設立した。バスク自治州の都市の地下に、ガス会社と共同で敷設した光ファイバーネットワークを有する。1999年から2011年まで、かつてバスク自治州のレンダカリ（政府首班）を務めたホセ・アントニオ・アルダンサ・ガロがCEOを務めていた。コーポレートカラーはオレンジ色である。

## 携帯電話サービス
エウスカルテルは独自のケーブルネットワークを有しているが、携帯電話のアンテナを使用するライセンスを持っておらず、ボーダフォンと契約してボーダフォンのアンテナを携帯電話サービスに利用している。以前は、バスク自治州でサービスを提供するためにアメナ (Amena) と契約を締結し、アメナはバスク自治州以外のスペインでサービスを提供していたが、アメナがフランステレコム傘下のOrangeとなったことで、アメナとの契約は終了した。

## 企業スポンサー
1994年にはバスク自治州政府とペトロノール（石油企業）が共同で、バスク地方でもっとも重要な自転車競技チームであるエウスカディ・ペトロノールを設立した。1997年にはペトロノールが退いてエウスカルテルがメインスポンサーとなり、チーム名はエウスカルテル・エウスカディとなった。エウスカルテル・エウスカディはUCIプロツアーを構成する18チームの一つであり、毎年ツール・ド・フランスやブエルタ・ア・エスパーニャなどの主要大会に出場していた。イバン・マヨやアイマル・スベルディアなどの自転車競技選手はこのチームでキャリアを築いた。エウスカルテルは16年間にわたってスポンサードしていたが、チームは2013年に解散した。

## 最高経営責任者
- 1996年 - 1999年 ホセ・ルイス・ラレア
- 1999年 - 2011年 ホセ・アントニオ・アルダンサ・ガロ
- 2011年 - アルベルト・ガルシア・エラウスキン